# Милютин, Николай Алексеевич
Никола́й Алексе́евич Милю́тин (6 [18] июня 1818—26 января [7 февраля] 1872) — государственный деятель Российской империи, один из главных разработчиков Крестьянской реформы 1861 года; тайный советник (1860), сенатор (21 апреля 1861), статс-секретарь (1 января 1864). Член Государственного совета с 1 января 1865 года.
Брат генерал-фельдмаршала графа Дмитрия, военного юриста Бориса и статистика Владимира Милютиных.

## Биография

### Происхождение. Начало государственной службы
Происходил из небогатой дворянской семьи. Сын Алексея Михайловича Милютина (1780—1846) и Елизаветы Дмитриевны (1794—1838), родной сестры графа Павла Дмитриевича Киселёва. Предок его отца был возведён в дворянское достоинство Петром Великим за устройство в Москве первой шелковой фабрики.
Образование получил в Благородном пансионе при Московском университете. В молодые и юношеские годы находился под сильным влиянием своих родителей и дяди, графа П. Д. Киселёва.
В 1835 году начал гражданскую службу в чине губернского секретаря в хозяйственном департаменте Министерства внутренних дел. В январе — марте 1840 года находился в служебной командировке в Новгородской, Тверской и Московской губерниях. В апреле — мае посетил Рыбинск и Ярославль. По итогам командировки составил записку о голоде, которой обратил на себя внимание начальства; по поручению министра графа А. Г. Строганова разрабатывал вопрос о железнодорожном строительстве. В 1842 году возглавил городское отделение хозяйственного департамента, разработал новое городовое положение, введенное в Петербурге, Москве и Одессе. В том же году получил чин коллежского асессора. С 1845 года, сразу после учреждения Русского географического общества, стал вместе с братом Дмитрием одним из ранних и активных его деятелей. Принимал активное участие в работе отделения статистики и Совета Русского географического общества (1852—1854).
Затем был назначен директором хозяйственного департамента Министерства внутренних дел. На этом посту проводил масштабную работу по статистическому обследованию России, результаты которой были опубликованы в ряде выходивших под его редакцией трудов 1838—1864 годов. Инициировал исследование ярмарочной торговли на юге (выполнялось И. С. Аксаковым), статистики, политических учреждений и финансов Царства Польского. Департаментом активно собирались данные, необходимые для разработки крестьянской реформы. Член Особого комитета для обсуждения ходатайств, поступивших из многих губерний об оказании разных льгот и облигаций по случаю восточной войны и неурожаев (1856). Был произведён в тайные советники 30 августа 1860 года.
С 1853 по 1861 год был членом Попечительского совета заведений общественного призрения в Санкт-Петербурге.

### Разработчик крестьянской реформы
…чуть колыхнулось болото стоящее
Ты ни минуты не спал.
Лишь не остыло б железо горячее,
Ты без оглядки ковал.
В чём погрешу и чего не доделаю,
Думал — исправят потом.
Грубо ковал ты, но руку умелую
Видно доныне во всём.
В 1856 году Милютин подал записку «Предварительные мысли об устройстве отношений между помещиками и крестьянами», в которой предполагал, ссылаясь на реформу, проведённую в Пруссии, освободить крестьян с земельными наделами за выкуп.
Во второй половине 1850-х годах вошёл в кружок великой княгини Елены Павловны, сблизился с великим князем Константином Николаевичем и министром внутренних дел С. С. Ланским, после ручательства которого «как за самого себя» был назначен товарищем министра (1859) и стал руководителем работ по подготовке крестьянской реформы. Занимая либеральные и славянофильские позиции, при поддержке Вел. кн. Константина Николаевича, С. С. Ланского и императора Александра II выступал против позиции большей части губернских комитетов по крестьянскому делу. После обнародования Манифеста об освобождении крестьян от крепостной зависимости вместе с графом С. С. Ланским отправлен в отставку. Был назначен 21 апреля 1861 года сенатором.

### Статс-секретарь по делам Польши

По поводу польского восстания 31 августа 1863 года на аудиенции у Государя выступил с планом умиротворения Царства Польского. Как статс-секретарь Его Императорского Величества для особых поручений, вместе с Ю. Ф. Самариным и князем В. А. Черкасским руководил усмирением Польши; был разработан ряд предложений, одобренных императором, в том числе Положение от 19 февраля 1864 года, наделявшее землёй польских крестьян. Введено в действие Высочайшими указами от 19 февраля 1864 года об устройстве быта польских крестьян; об устройстве сельских гмин, о ликвидационной комиссии, о порядке введения в действие новых постановлений. Главными чертами реформы Милютина—Самарина—Черкасского были переход в собственность крестьян всей земли, которой они владеют, установление одного лишь поземельного налога, разрешение выкупа сервитутов лишь с согласия крестьян, дозволение перехода крестьянской земли лишь к крестьянам.
Для реализации реформы был назначен статс-секретарём по делам Польши. Инициировал пересмотр учебного устава 1862 года и циркуляров Велёпольского, организовал издание пособий для русских униатских училищ, готовил судебную реформу. Проводил резкую антипапскую политику: секуляризацию католических монастырей с сокращением числа монахов, отмену патроната крупных собственников над костёлами, ограничение власти епископов над ксендзами. В 1866 году добился решения об упразднении конкордата с папским престолом.

### Последние годы жизни
С 1 января 1865 года был членом Государственного совета.
В декабре 1866 года после заседания у государственного канцлера перенёс паралитический инсульт. Был вынужден подать в отставку, сохранив статус статс-секретаря, члена Государственного совета и сенатора.
Три года прожил он после этого за границей и два года в Москве. Скончался, окружённый попечением близких и общественным уважением, 26 января (7 февраля) 1872 года. Похоронен у Трапезной палаты при Успенской церкви Новодевичьего монастыря. И. С. Тургенев произнёс над его могилой проникновенную речь о заслугах перед Россией.
«Честный кузнец-гражданин», как назвал его Некрасов, неразрывно связал своё имя с великим делом крестьянской реформы, с началом русского городского и земского самоуправления и с коренным преобразованием всего строя жизни в Царстве Польском. В течение полутора десятка лет он был главой и душой тесного кружка верных слуг дела освобождения; все козни противников благого дела обрушивались преимущественно на его голову. Нужна была его железная воля, горячая преданность делу, неподкупная честность, его ум, ясный и живой, чтобы выдержать такую борьбу и не пасть под напором враждебных сил. Как человек, он привязывал к себе всех близко его знавших своей искренностью и сердечной добротой; редкий государственный человек имел столько преданных почитателей и друзей. Когда все жаловались на бедность сил, ему стоило лишь кликнуть клич — и вокруг него собирались десятки сотрудников. Речь его была необыкновенно увлекательна и электризовала слушателей. Он обладал редким уменьем сразу схватить суть дела, понять его практическую обстановку в данную минуту и вести его посреди самых затруднительных обстоятельств.
По отзывам чиновных современников, был деятелем либеральных убеждений, за что получил прозвище «красный».

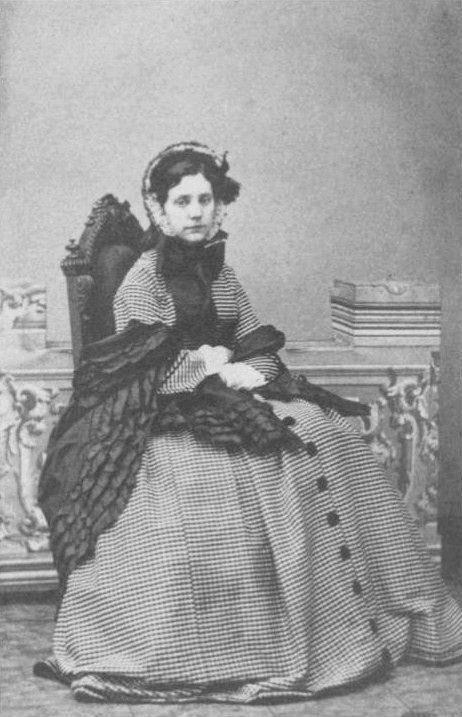
Мария Агеевна Милютина

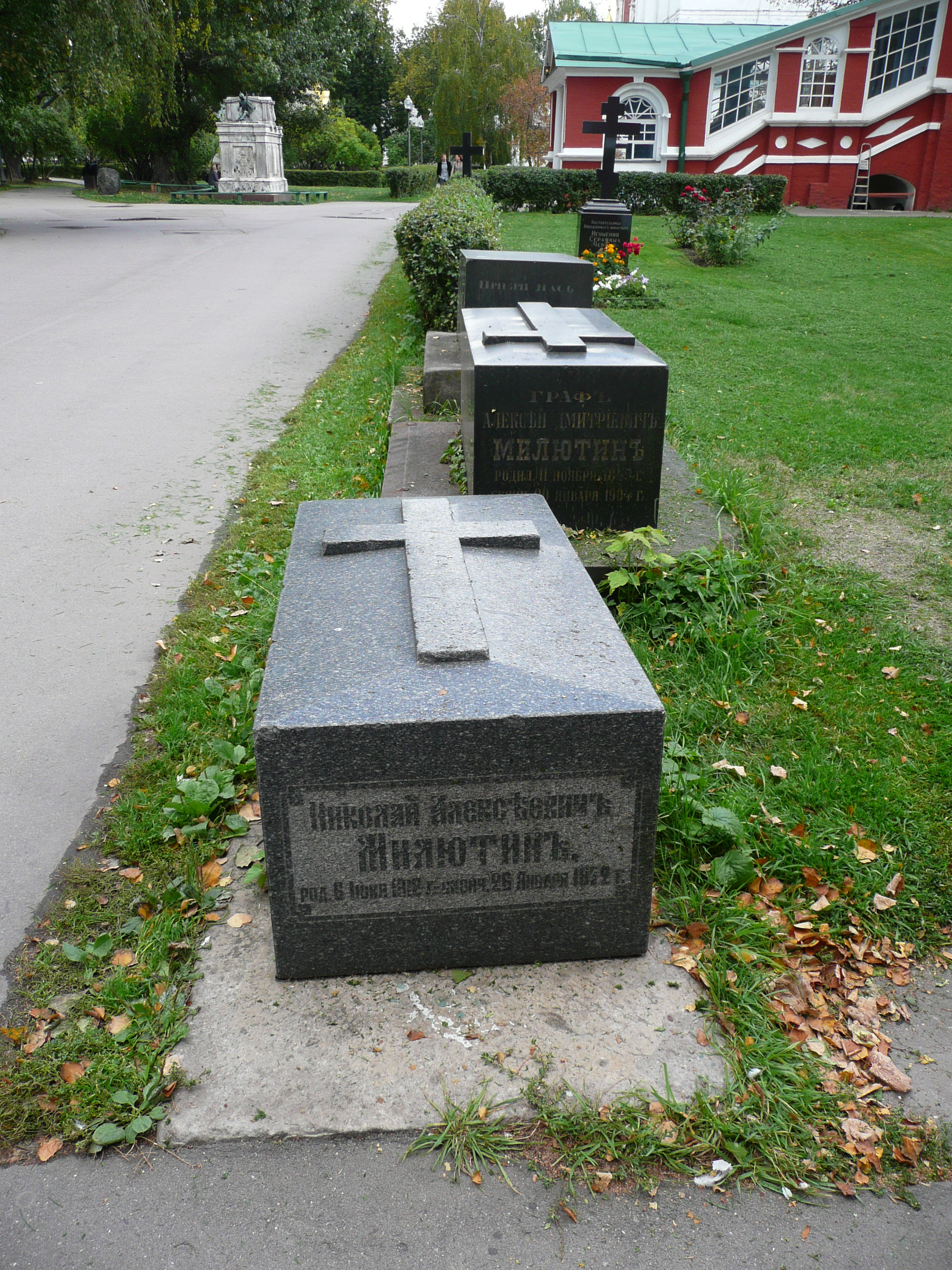
Могила Николая Милютина у Трапезной палаты
Новодевичьего монастыря

## Семья
Жена (с 29 апреля 1855 года) — Мария Аггеевна Абаза (1834—28.01.1903), младшая дочь крупного помещика и сахарозаводчика, сестра министра финансов А. А. Абаза. По отзывам современника, в молодости своей отличалась красотой, была женщиной умной и образованной, но по характеру злобной и недоброжелательной. Движимая ненасытным честолюбием, она желала играть видную роль, её не удовлетворяло быть женой замечательного человека, она стремилась сосредоточить на себе общее внимание, но это никак ей не удавалось. Поэтому она завидовала кому угодно, завидовала даже самым искренним друзьям своего мужа и всячески старалась ссорить его с ними; привычка лгать была развита в ней в высшей степени. После смерти мужа ей была назначена пенсия 5000 рублей в год, а дочерям положено содержание 2000 рублей в год до замужества. В 1873 году вышла замуж за учителя Гарри Стиля. Умерла в 1903 году «от истощения сил» в Лондоне.
Похоронена на Вестминстерском кладбище святого Иакова. Её записки об эпохе отмены крепостного права были напечатаны в журнале «Русская Старина» в 1899 году. Дети:
- Юрий (1856—1912)
- Прасковья (Полина) (11.02.1857[14]—1929), крещена 24 февраля 1857 года в Симеоновской церкви на Моховой при восприемстве дяди Василия Аггеевича Абаза и тетки Веры Аггеевны Абаза, фрейлина.
- Мария (1858 — не ранее 1897)
- Елена (1864—1941)[7].

## Сочинения
- Общественное устройство и хозяйство городов. (2 т.) — 1838, 1858.
- Извлечение из свода материалов по «Правительственной статистике России» — «Число городских и земледельческих поселений в России» (в «Сборнике статистических сведений о России» (1851, кн. 1))
- Очерк нижегородской ярмарки. — 1858.
- Банковые долги и положение губерний в 1856 г. — 1859.
- Сведения о приказах общественного призрения. — 1860.
- Сведения о ценах на земли, проданные с публичных торгов с 1 января 1854 г. по 1 января 1859 г. — СПб., 1859.
- Сведения о ценах на пустопорожние земли в вольной продаже с 1856 по 1858 годы. — СПб., 1860.
- Материалы по делам Царства Польского. — 1864.